# Siphonactinopsis
Siphonactinopsis is een geslacht van zeeanemonen uit de klasse van de Anthozoa (bloemdieren).

## Soort
- Siphonactinopsis laevis Carlgren, 1921